# François Legrand (peintre)
Pour les articles homonymes, voir François Legrand et Legrand.
François Legrand est un artiste peintre français né le 25 juillet 1951 à Étampes (Seine-et-Oise), membre de l'École d'Étampes.

## Biographie
Encouragé dans la voie artistique dès l'adolescence par le peintre Philippe Lejeune dont il fréquente l'atelier, il devient un ami et un disciple du maître étampois. En 1971, il est l'un des premiers élèves du nouvel atelier municipal d'arts plastiques créé par Lejeune à Étampes.
En 1972, il est licencié en Arts plastiques à l'Université de Paris I. Il s'installe en Beauce en 1973 pour, de 1974 à 1979, enseigner le dessin et la peinture à l'Institut d'Arts Visuels d'Orléans. Il passe ensuite une année à Rabat avant de se partager entre la France et l'Espagne et de se consacrer entièrement à son œuvre.

## Expositions

### Expositions personnelles
- 1978 : Orangerie du jardin du Luxembourg, Paris
- 1979 : Musée municipal d'Étampes
- 1980 : Galerie l'Obsidienne, avenue Matignon, Paris
- 1982 : Galerie J.-M. Lepeyrade, Orléans
- 1984 : Galerie Michel Ozenne Jan de Mare, Paris, Bruxelles
- 1985 : Galerie de la Fondation Taylor, Paris
- 1985 : Galerie Goyana, Saint-Tropez
- 1986-2011 : Galerie Philippe Frégnac, Paris
- 1987 : Galerie Inès Bonlieu, Étampes
- 1988 : rétrospective au musée de Dourdan
- 1988 : Galerie Robert Musson, Orléans
- 1989 : rétrospective à l'Orangerie de Bagatelle, organisée par la Ville de Paris
- 1994, 1996, 2007 : Galerie Inter Atrium, Portugal
- 1997 : rétrospective à Athènes et à la chapelle du Collège Royal de Carpentras
- 1998, 2001, 2003, 2006 : Galerie Ansorena, Madrid
- 2001 : rétrospective Hôtel du département, conseil général du Loiret
- 2008 : rétrospective collégiale Saint-Pierre-le-Puellier, Orléans
- 2008, 2010 : Galerie Ad Solem, Saint-Germain-en-Laye
- 2010 : rétrospective El gesto y la luz, Casa de Vacas, Madrid[4]
- 2013 : Galerie Mezzo, Paris[5]
- 2014 : Centre international d'art et d'animation Raymond-du-Puy, Le Poët-Laval
- 2014 : Fondation Matzo, Rue Royale, Paris
- 2014 : Le Cap Seguin, Boulogne-Billancourt[6]
- 2015 : Cercle national des armées, Paris[7]
- 2017 : Galerie Ad Solem[8], Paris[9]

### Expositions collectives
- 1976 : Salon des artistes français, Paris[10]
- 1982 : Salon d'automne, Paris[11]
- 1991 : Première Biennale de peinture de Nevers
- 1984 : Foire internationale d'art contemporain, Paris
- 2013 : Salon de la Société des artistes orléanais, Orléans[12]
- 2013 : Salon Comparaisons, Paris
- 2014 : Salon artistique de Sainte-Maure-de-Touraine - Invité d'honneur
- 2015 : En partage de France et de Chine, association Art du siècle, Saint-Remy-les-Chevreuse[13]
- 2016 : Biennale de Versailles - Invité d'honneur
- 2016 : Salon international de peinture et de sculpture de Vittel
- Novembre-décembre 2018 : Peintres officiels de la Marine, espace Art et Liberté, Charenton[14]
- Décembre 2019 - janvier 2020 : Minsk-Paris, Galerie d'art Mikhail Savitsky, Minsk
- Octobre 2021 : 60e Salon de la ville de Vincennes (Amicale des artistes français de Vincennes), salle des fêtes de l'hôtel de ville de Vincennes - invité d'honneur[15],[16]

## Réception critique
- « François Legrand récuse une figuration de type photographique et illusionniste. L'hyperréalisme sera pour lui une régression, comme si l'on ne voulait plus dire que le superficiel, la pelure de la peau, les tags de l'insertion sociale. Si la juste et sublime ambition est d'aller jusqu'à l'âme, ce ne doit être, selon lui, qu'avec des moyens proprement picturaux. » - Bruno Foucart[4]
- « L'immense exercice du portrait auquel s'est livré François Legrand a fait de lui un magicien espagnol, maître du noir, des chairs en plein jour, des regards tournés vers l'intérieur. » - Marc Fumaroli[17]
- « François Legrand met de la couleur dans la grisaille, des ombres sur le soleil, des émotions dans le silence et de l'esprit dans la matière. En somme, il nous aide à comprendre que la vraie beauté n'est qu'en nous-mêmes. A l'image de celle des plus grands, la peinture de François Legrand est habitée. Car cet artiste n'a pas seulement un talent rare et une technique éprouvée; il a aussi, il a surtout, une âme. Ses œuvres, qui nous touchent au cœur, nous disent combien l'art - même et surtout figuratif - consiste à montrer avant tout l'invisible et à exprimer l'indicible. » - Richard Cannavo[18]
- « Les couleurs qu'il emploie, des rouges, des mauves, des blancs lumineux, correspondent à son message discret, d'une humanité simple. Il se débarrasse du superflu, de l'anecdote, comme pour ses paysages au primitivisme authentique. La sobriété de ton, l'ordre des choses qui durent, s'accordent à un primitivisme teinté par la monumentalité du discours. François Legrand relit les leçons du passé à la lumière de son temps. » - Lydia Harambourg[19]

## Prix et distinctions
- 1976 Médaille d'argent, Salon des artistes français[10].
- 1979 Grand Prix Édouard-Marcel Sandoz de la Fondation Taylor[3].
- 1981 Premier Prix du dessin David-Weill de l'Académie des beaux-arts. Institut de France[20].
- 1982 Premier Prix de SAS le Prince Rainier III de Monaco[21], Grand Prix de la ville d'Orléans.
- 1983 et 1989 Premier Prix du portrait Paul-Louis Weiller, Académie des beaux-arts[20].
- 1989 Grand Prix Lila Ascheson Wallace, Fondation du Reader's Digest[20].
- 1991 Prix Dagnant-Bouveret, Académie des beaux-arts.
- 1992 Prix Balleroy, Académie des beaux-arts.
- 1993 Bourse annuelle de peinture, Académie des beaux-arts.
- Peintre officiel de la Marine depuis 2015[22].
- Chevalier de la Légion d'honneur en 2014[3].
- Peintre officiel de l'Armée de Terre en 2007[3].
- Vice-président de la Fondation Taylor.
- Sociétaire des Artistes français, du Salon d'automne[11], du Salon des artistes orléanais.

## Conservation

### Musées
- Musée des beaux-arts d'Orléans[23].

### Églises
- La Crucifixion, triptyque, église de Chécy[12].
- Vitrail, chapelle sud de la nef (atelier Michel Petit), collégiale Saint-Liphard de Meung-sur-Loire, 2000.

### Presse écrite
- Univers des arts no 177, décembre 2014-janvier/février 2015, lire en ligne